# Hope or liquid courage
Hope or liquid courage is het eerste album van de Nederlandse band Lavalu, uitgebracht in 2009.

## Tracklist
Alle tracks zijn geschreven door Marielle Woltring.
1. Feeling That You're Gone – 5:05
2. Invulnerability – 4:41
3. Great Expectations – 4:44
4. Cradle Song – 5:13
5. Hope – 4:05
6. IQ Drop – 4:43
7. Anxiety – 4:58
8. Rockmaniac – 4:34
9. Building Castle – 3:53
  - Geschreven door Oene van Geel
10. Tell Me – 5:12
11. All The Stars - 4:28

## Bezetting
- Marielle Woltring - Zang, piano & synthesizer
- Miguel Boelens - Saxofoon & fx, zang
- Yonga Sun - Drums
- Jörg Brinkmann - Cello & fx
- Mark Haanstra - Basgitaar (8)
- Sander Hop - Gitaar (6,7), Pedal Steel (4)
- Frans Cornelissen - Trombone (10)
- Tessa Zoutendijk - Viool (8)
- Kaas String Quartet - Strijkers (9)
- Gulli Gudmundsson - Double Bass (9)
- The B-wave Choir - Guido, Thymen & Rinus (5)

## Great Expectations
Als promo voor het album werd Great Expectations als single uitgebracht.

### Tracklist
1. Great Expectations (Radio Edit) - 3:12
2. Great Expectations (Album Version) - 4:44

## Links
- Videoclip van Building Castle op YouTube